# Tetraulacium
Tetraulacium é um género botânico pertencente à família Plantaginaceae. Tradicionalmente este gênero era classificado na família das Scrophulariaceae.

## Espécie
Tetraulacium veronicaeforme

## Nome e referências
Tetraulacium Turcz.